# Batalhão Suez

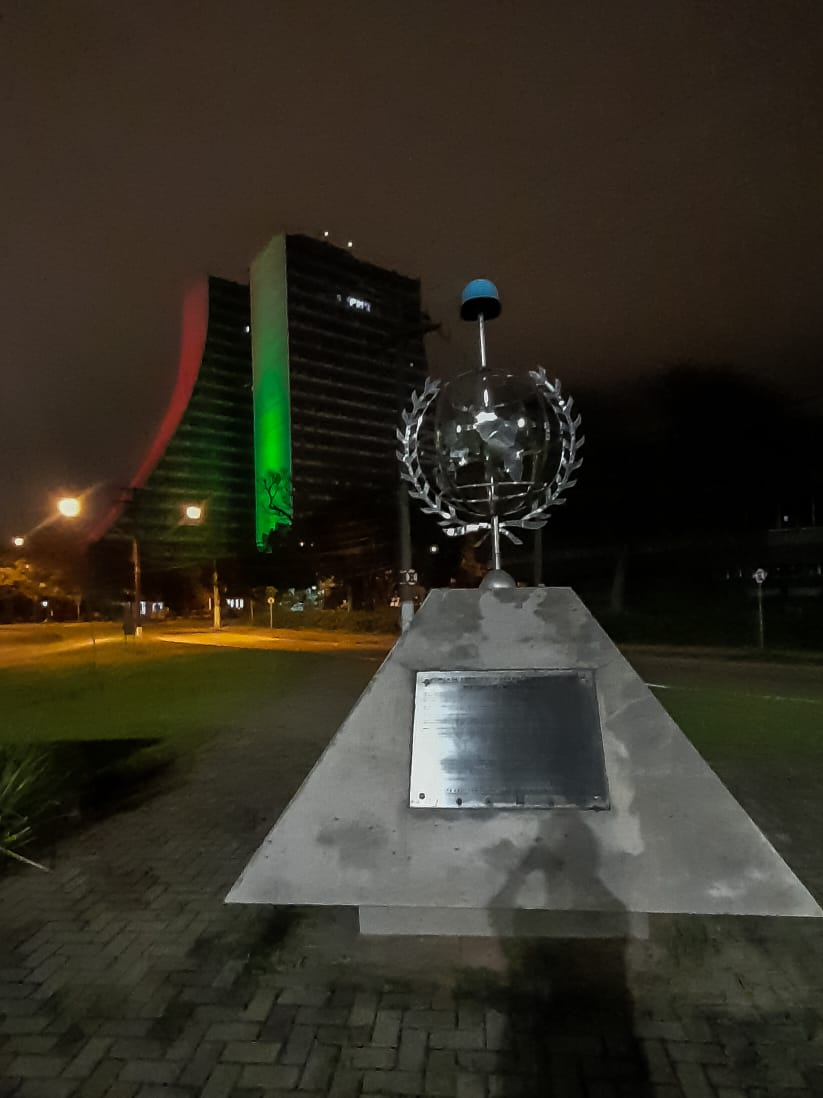
Monumento ao batalhão de Suez, que cumpriu juntamente com a ONU uma missão de paz no Oriente Médio, monumento na cidade de Porto Alegre, Rio Grande do Sul, Brasil

Batalhão Suez foram 20 contingentes do Exército Brasileiro enviado ao Oriente Médio como parte das Forças de Paz da ONU no conflito existente entre o Estado de Israel, o Egito, e seus vizinhos árabes a partir de 1956. Criado por decreto do Congresso Nacional do Brasil em 22 de novembro de 1956, foi parte da Força de Emergência das Nações Unidas (UNEF I), em operação no Egito, ao longo do Canal de Suez, durante aquele conflito e nos anos posteriores.

## Criação
A Força de Paz foi criada após a nacionalização do canal pelo presidente egípcio Gamal Abdel Nasser em 26 de julho de 1956, o que levou à reação de França e Reino Unido, administradores da região do canal, que armaram Israel para invadir a Península do Sinai, levando ao conflito denominado Guerra de Suez.

## Operação
A Força de Emergência começou suas atividades na região visando ao cessar-fogo entre as partes em conflito, sendo integrada por forças do Canadá, Brasil, Colômbia, Dinamarca, Finlândia, Índia, Indonésia, Iugoslávia, Noruega e Suécia.
O primeiro contingente do batalhão, chamado de Destacamento Precursor, composto de cerca de 80 sapadores, especialistas no desarme de minas, embarcou para a região em 14 janeiro de 1957 em avião da Força Aérea dos Estados Unidos. O grosso do batalhão foi transportado para Suez a bordo do navio da marinha brasileira Custódio de Melo, e desembarcou  em Port Said em 4 de fevereiro de 1957. As forças brasileiras ficaram estacionadas próximas à cidade de Rafah, instalando seu Quartel-General num antigo forte inglês nas imediações da cidade, próximo à Faixa de Gaza. Sua principal missão na região foi o de patrulhar as fronteiras da linha de demarcação entre árabes e israelenses e limpar os campos de minas no deserto subjacente.
O contingente do batalhão sofria um revezamento de tropas de sete em sete meses e foi comandado, durante os anos de sua missão no Sinai pelos tenentes-coronéis Iracílio Ivo de Figueiredo Pessoa, Rui José da Cruz, Luís Dantas de Mendonça, Fernando Sotter da Silveira e Darci Lázaro, entre outros.
Sete soldados brasileiros vieram a morrer durante os anos da presença militar no local, entre 1957 e 1967, seis deles por acidentes e "fogo amigo" e um envolvido em troca de tiros entre árabes e israelenses nas proximidades do Campo Brasil, o acampamento militar das tropas brasileiras na região. Um soldado canadense também foi fuzilado por soldados brasileiros ao ser confundido com um invasor comum.

## Composição
Cerca de 6 mil homens do Exército Brasileiro participaram, em revezamento, do Batalhão Suez (5 000 do Estado do Rio de Janeiro e 700 do Paraná dentre outros Estados do Brasil) durante seus dez anos de presença no Sinai. 

## Desmobilização
O retorno definitivo das forças ao Brasil se deu em 13 de junho de 1967, após a Guerra dos Seis Dias.
Em 1988, as Forças de manutenção da paz das Nações Unidas receberam a outorga do Prêmio Nobel da Paz - Os Boinas Azuis da Paz.